# Вовиль
Вови́ль (фр. Vauville) — коммуна во Франции, находится в регионе Нижняя Нормандия. Департамент коммуны — Кальвадос. Входит в состав кантона Пон-л’Эвек. Округ коммуны — Лизьё.
Код INSEE коммуны — 14731.

## Население
Население коммуны на 2010 год составляло 235 человек.
| 1962 | 1968 | 1975 | 1982 | 1990 | 1999 | 2010 |
| ---- | ---- | ---- | ---- | ---- | ---- | ---- |
| 212  | 211  | 164  | 184  | 259  | 253  | 235  |

## Экономика
В 2010 году среди 164 человек трудоспособного возраста (15—64 лет) 121 были экономически активными, 43 — неактивными (показатель активности — 73,8 %, в 1999 году было 70,7 %). Из 121 активных жителей работали 115 человек (63 мужчины и 52 женщины), безработных было 6 (3 мужчин и 3 женщины). Среди 43 неактивных 13 человек были учениками или студентами, 15 — пенсионерами, 15 были неактивными по другим причинам.